# Ирэдзуми
Ирэдзуми (от яп. 入れ墨 — это «инъекция туши») — искусство японской татуировки, характеризующееся особым стилем нанесения. Основной тематикой являются герои и сюжеты японской культуры, которые формировались под влиянием верований жителей Японского архипелага, а также синтоизма и буддизма. Первоначально изображения были наделены сакральными свойствами. Они защищали их владельца от зла, наделяли характеристиками (мужество, смелость и т. д.) и помогали в достижении различных целей.

## История

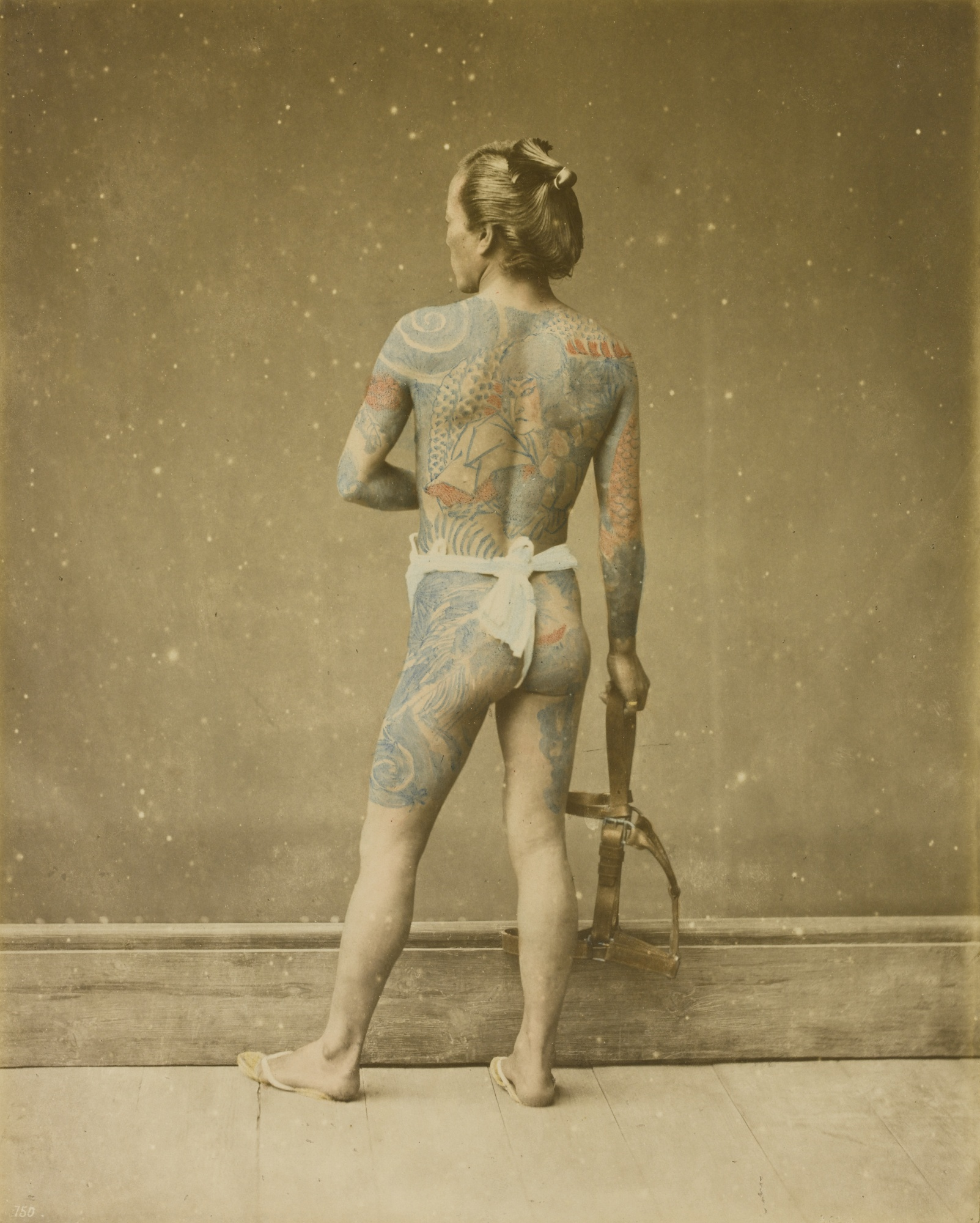
Спина татуированного мужчины, около 1875 года

На протяжении своего развития ирэдзуми кардинально меняло свое значение. Основываясь на исторических источниках, можно выделить основные периоды. Следует учитывать, что указанные в статье временные промежутки не полностью совпадают с общепризнанной периодизацией.

### ПериодЯёй(III до н. э. — конец III века н. э.)
Наиболее ранним упоминанием является Китайская «Хроника трех царств» (конец III века н. э.). Согласно данному источнику, айны наносили изображения на все тело, которое защищало их от проклятья бога моря. Появление таких нательных рисунков было обусловлено несколькими факторами. Во-первых, у Японии, как и у большинства народов Океании, не было острой потребности в одежде, в отличие от большинства народов Евразии. Во-вторых, море всегда являлось для Японии основным источником ресурсов, поэтому справедливо заметить, что первые поселенцы выделяли море, как главное божество.

### ПериодКофундо периода Эдо (с конца III века н. э. — до XVII века н. э.)
В отличие от первоначальной концепции, новым предназначением ирэдзуми стало выделение преступников среди законопослушных граждан. Ключевыми участками тела в данном периоде являлись лицо и части тела, которые с учетом жаркого климата были бы видны окружающим. Одним из подтверждений является указ 720 г. н. э.: «Император вызвал к себе Хамако Мураи о Адзуми и повелеваю вам говорить о поднятии восстания, чтобы свергнуть государственный строй. Это преступление карается смертной казнью. Я милую вас от смертной казни и приговариваю к татуированию»[проверить перевод]. Такое отношение к искусству японской татуировки просуществовало до конца 17 века.

### Период (XVIII век н. э. — 1868 год)
С конца 17 века и до 1868 года татуировка стала обязательным атрибутом модного и современного человека. Нет письменных доказательств, описывающих предпосылки изменения общественного мнения. Широко распространена точка зрения, что такие тенденции сформировались под желанием преступников скрыть свое позорное прошлое. Сначала продвинутые молодые люди избегали зон, которые могли поставить под вопрос их добропорядочное поведение, но со временем такое отношение стало пережитком прошлого. В данный период татуировки получили наиболее широкое распространение среди разных слоев населения, что, безусловно, повлияло на культурное значение ирэдзуми.

### ПериодМэйдзидо Севы (1868—1948)
С 1868 до 1912 японское правительство активно интегрировалось в международные процессы. Так как Япония стремилась проявить себя цивилизованной страной, был издан официальный запрет на несение татуировок. Именно в данный период татуировки стали одним из ключевых атрибутов якудзы. Такой запрет продержался до 1948 года. Почти столетнее табу на нанесение перманентных рисунков существенно преобразовало общественное мнение, однако несмотря на полную легализацию, большинство японцев до сих относится к ирэдзуми, как к атрибуту уголовного мира.

## Современная Япония и ирэдзуми
В современной Японии большинство общественных мест, предполагающих полное или частичное оголение туловища, относятся критически к ирэдзуми. В зависимости от политики конкретного заведения (чаще всего это бани) клиенту с перманентными изображениями может быть даже полностью отказано в предоставлении услуг, хотя на законодательном уровне такой вопрос никак не урегулирован.
Наиболее строгой мерой, которой были подвержены японцы в 21 веке, стала кампания мэра Осаки Тору Хасимото против татуированных работников. Позже была опубликована статья о его деятельности: «Его миссия заключается в том, чтобы заставить правительственных служащих признаться в наличие на теле татуировок. Если у них есть, они должны удалить их или найти работу в другом месте.» Его убеждения в целом хорошо приняты публикой, особенно большими компаниями, боящимися татуировок".

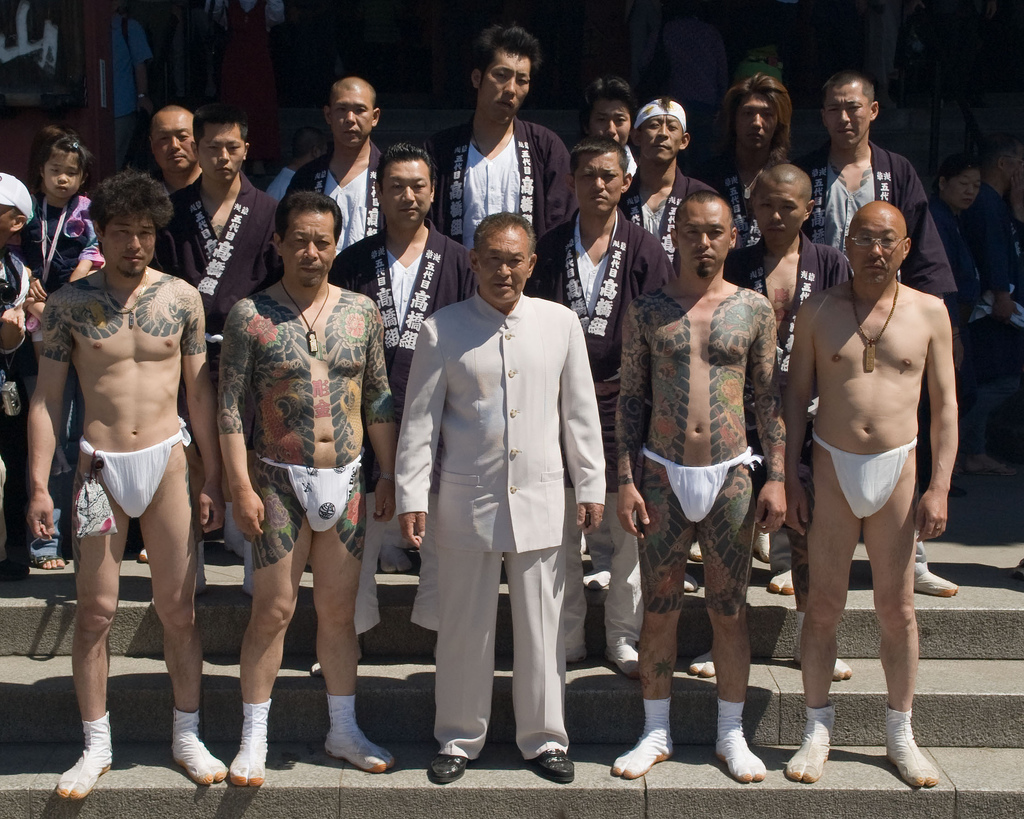
Якудза

Такое негативное отношение повлияло на спрос на услуги мастеров ирэдзуми. Если не учитывать тату салоны, расположенные в туристических зонах, то традиционных мастеров в Японии насчитывается около 300 человек. Их услуги больше востребованы среди иностранцев, чем среди местного населения. Цена за ирэдзуми на всю спину может достигать 10 000 $, и очередь к настоящим мастерам может формироваться на несколько лет вперед.
Каким бы ни было отношение к традиционным японским татуировкам, большинство людей отдает дань уважения этому культурному явлению. Известен факт, что на черном рынке можно приобрести скальп со спины члена якудзы с ирэдзуми. При оценке такого эксцентричного арт-объекта учитывают статус усопшего, а также мастера, который наносил чернила.

## Отношение к ирэдзуми в остальном мире
В других странах японские традиционные татуировки утратили свое мистическое значение, а также исторический контекст.Ирэдзуми стала еще одним стилем, заняв достойное место рядом с такими классическими жанрами, как Олд скул, Нью скул, акварель и т. д. Ключевыми элементами становятся не сакральные мотивы, а технические средства, особенности композиции, толщина линий и т. д.

### Отношение к ирэдзуми в России
В России отношение к ирэдзуми не отличается от мировоззрения остального мира. Любопытен факт, что, последний император Российской Империи, Николай II сделал себе татуировку дракона в Нагасаки, будучи еще цесаревичем. Учитывая относительную географическую близость части России и Японии, закономерно предположить, что Россия одной из первых стран стала перенимать опыт японских мастеров. Первоначально традиционные японские татуировки покрывали тела русских моряков, так как они были подтверждением того, что моряк посетил далекую и недосягаемую для большинства Японию.

## Ирэдзуми в кинематографе и аниме
- Фильм 1982 года «Татуировка». Старый мастер мечтает создать татуировку на спине женщины, которая стала бы вершиной его творчества. И вот он находит подходящую девушку и нужный рисунок, но умирает, не успев доделать татуировку. Мысль о незавершенности не покидает девушку, и она приходит к дочери мастера с просьбой докончить работу.
- Фильм 2018 года «Аутсайдер» с Джаредом Лето в главной роли наглядно демонстрирует процесс нанесения ирэдзуми. Показана работа мастера, традиционные инструменты и техника.